# Чемпионат мира по фигурному катанию среди юниоров
Чемпионат мира по фигурному катанию среди юниоров (англ. World Junior Figure Skating Championships) — ежегодное соревнование по фигурному катанию среди юных спортсменов, организуемое Международным союзом конькобежцев (ИСУ).
На чемпионате мира среди юниоров молодые спортсмены соревнуются в мужском и женском одиночном катании, парном фигурном катании и в спортивных танцах на льду. Юниорами по текущим требованиям ИСУ считаются юноши и девушки, достигшие возраста 13 лет, но не достигшие возраста 19 лет (в одиночном катании), 21 года (спортсмены в танцах на льду и девушки в парном катании) или 23 лет (юноши в парном катании) на 1 июля предыдущего года.

## История
Первый чемпионат мира среди юниоров под эгидой ИСУ был проведен 1976 году во французском городе Межев. После этого чемпионаты среди юниоров ещё два раза проводились в Межеве, а с 1979 года проводятся каждый год в новом месте.
Как правило, соревнование проводится в конце февраля — начале марта.

## Квалификация
Любая страна, федерация которой состоит в ИСУ, по умолчанию имеет право выставить на Чемпионат по одному участнику/паре в каждой дисциплине. Максимальное представительство от одной страны в одной дисциплине — три участника/пары. Все участники должны соответствовать возрастным требованиям ИСУ к юниорам. Право выдвигать на следующий чемпионат более одного участника/пары предоставляется в зависимости от заработанных фигуристами мест на текущем чемпионате.
| Количество одиночников/пар на текущем чемпионате | 3 одиночника/пары на следующем чемпионате  | 2 одиночника/пары на следующем чемпионате  |
| ------------------------------------------------ | ------------------------------------------ | ------------------------------------------ |
| 1                                                | Первое или второе место                    | Первые 10 мест                             |
| 2                                                | Сумма мест меньше или равна 13             | Сумма мест меньше или равна 28             |
| 3                                                | Сумма лучших двух мест меньше или равна 13 | Сумма лучших двух мест меньше или равна 28 |

В сезонах 2010—2011 и 2011—2012 часть участников должны были проходить квалификацию для получения допуска к исполнению короткой программы/танца. Сколько участников/пар от каждой страны напрямую попадало в соревнования, а сколько проходило квалификацию перед турниром, определялось по следующему принципу: в первый сегмент соревнований напрямую страны могли выставить столько участников, сколько их представителей находилось на первых 18-ти местах у одиночников, 12-ти в парах и 15-ти в танцах на предыдущем чемпионате. Если создавалась ситуация, когда все участники предыдущего чемпионата от страны вошли в первые 18 (12, 15) мест, но по первому пункту отбора (см. таблицу) у страны было право выставить меньшее число участников на текущий чемпионат, то свободное место отдавалось стране, спортсмен/пара которой занял на предыдущем чемпионате следующее по порядку место. Остальные участники исполняли свои произвольные программы/танцы в квалификационном сегменте и из них первые 12 мест одиночников, 8 пар и 10 танцевальных дуэтов допускались до основных соревнований.

## Призёры

### Мужское одиночное катание
| Год  | Место проведения      | Золото                                         | Серебро                                        | Бронза                                         |
| 1976 | Межев, Франция        | Марк Коккерелл                                 | Такаси Мура                                    | Брайан Покар                                   |
| 1977 | Межев, Франция        | Даниэль Биленд                                 | Марк Пеперди                                   | Рихард Фюррер                                  |
| 1978 | Межев, Франция        | Деннис Кой                                     | Владимир Котин                                 | Брайан Бойтано                                 |
| 1979 | Аугсбург, Германия    | Виталий Егоров                                 | Бобби Бьючемп                                  | Александр Фадеев                               |
| 1980 | Межев, Франция        | Александр Фадеев                               | Виталий Егоров                                 | Фалько Кирстен                                 |
| 1981 | Лондон, Канада        | Пол Уайли                                      | Юрий Бурейко                                   | Скотт Уильямс                                  |
| 1982 | Оберсдорф, Германия   | Скотт Уильямс                                  | Пол Герреро                                    | Александер Кёниг                               |
| 1983 | Сараево, Югославия    | Кристофер Боумэн                               | Филипп Ронколи                                 | Нильс Кёпп                                     |
| 1984 | Саппоро, Япония       | Виктор Петренко                                | Марк Ферланд                                   | Том Сирняк                                     |
| 1985 | Колорадо-Спрингс, США | Эрик Ларсон                                    | Владимир Петренко                              | Руди Галиндо                                   |
| 1986 | Сараево, Югославия    | Владимир Петренко                              | Руди Галиндо                                   | Юрий Цимбалюк                                  |
| 1987 | Китченер, Канада      | Руди Галиндо                                   | Тодд Элдридж                                   | Юрий Цимбалюк                                  |
| 1988 | Брисбен, Австралия    | Тодд Элдридж                                   | Вячеслав Загороднюк                            | Юрий Цимбалюк                                  |
| 1989 | Сараево, Югославия    | Вячеслав Загороднюк                            | Шеферд Кларк                                   | Масакадзу Кагияма                              |
| 1990 | Колорадо-Спрингс, США | Игорь Пашкевич                                 | Алексей Урманов                                | Джон Болдуин                                   |
| 1991 | Будапешт, Венгрия     | Василий Ерёменко                               | Александр Абт                                  | Николя Петорен                                 |
| 1992 | Халл, Канада          | Дмитрий Дмитренко                              | Константин Костин                              | Дэймон Аллен                                   |
| 1993 | Сеул, Южная Корея     | Евгений Плюта                                  | Майкл Вайсс                                    | Илья Кулик                                     |
| 1994 | Колорадо-Спрингс, США | Майкл Вайсс                                    | Наоки Сигэмацу                                 | Джер Майкл                                     |
| 1995 | Будапешт, Венгрия     | Илья Кулик                                     | Тьерри Серез                                   | Сэйити Судзуки                                 |
| 1996 | Брисбен, Австралия    | Алексей Ягудин                                 | Такэси Хонда                                   | Го Чжэньсинь                                   |
| 1997 | Сеул, Южная Корея     | Евгений Плющенко                               | Тимоти Гейбл                                   | Го Чжэньсинь                                   |
| 1998 | Сент-Джон, Канада     | Деррик Делмор                                  | Сергей Давыдов                                 | Ли Юнфей                                       |
| 1999 | Загреб, Хорватия      | Илья Климкин                                   | Венсан Рестанкур                               | Ёсукэ Такэути                                  |
| 2000 | Оберсдорф, Германия   | Штефан Линдеманн                               | Венсан Рестанкур                               | Мэтью Савой                                    |
| 2001 | София, Болгария       | Джонни Вейр                                    | Эван Лайсачек                                  | Венсан Рестанкур                               |
| 2002 | Хамар, Норвегия       | Дайсукэ Такахаси                               | Кевин ван дер Перрен                           | Станислав Тимченко                             |
| 2003 | Острава, Чехия        | Александр Шубин                                | Эван Лайсачек                                  | Альбан Преобер                                 |
| 2004 | Гаага, Нидерланды     | Андрей Грязев                                  | Эван Лайсачек                                  | Джордан Бронингер                              |
| 2005 | Китченер, Канада      | Нобунари Ода                                   | Янник Понсеро                                  | Сергей Добрин                                  |
| 2006 | Любляна, Словения     | Такахико Кодзука                               | Сергей Воронов                                 | Янник Понсеро                                  |
| 2007 | Оберсдорф, Германия   | Стивен Кэрриер                                 | Патрик Чан                                     | Сергей Воронов                                 |
| 2008 | София, Болгария       | Адам Риппон                                    | Артем Бородулин                                | Гуань Цзиньлинь                                |
| 2009 | София, Болгария       | Адам Риппон                                    | Михал Бржезина                                 | Артём Григорьев                                |
| 2010 | Гаага, Нидерланды     | Юдзуру Ханю                                    | Сун Нань                                       | Артур Гачинский                                |
| 2011 | Каннын, Южная Корея   | Андрей Рогозин                                 | Кэйдзи Танака                                  | Александр Майоров                              |
| 2012 | Минск, Беларусь       | Янь Хань                                       | Джошуа Фаррис                                  | Джейсон Браун                                  |
| 2013 | Милан, Италия         | Джошуа Фаррис                                  | Джейсон Браун                                  | Шотаро Омори                                   |
| 2014 | София, Болгария       | Нам Нгуен                                      | Адьян Питкеев                                  | Натан Чен                                      |
| 2015 | Таллин, Эстония       | Сёма Уно                                       | Цзинь Боян                                     | Сота Ямамото                                   |
| 2016 | Дебрецен, Венгрия     | Даниэль Самохин                                | Николя Надо                                    | Томоки Хиваташи                                |
| 2017 | Тайбэй, Тайвань       | Винсент Чжоу                                   | Дмитрий Алиев                                  | Александр Самарин                              |
| 2018 | София, Болгария       | Алексей Ерохов                                 | Артур Даниелян                                 | Маттео Риццо                                   |
| 2019 | Загреб, Хорватия      | Томоки Хиватаси                                | Роман Савосин                                  | Даниэль Грассль                                |
| 2020 | Таллин, Эстония       | Андрей Мозалёв                                 | Юма Кагияма                                    | Пётр Гуменник                                  |
| 2021 | Харбин, Китай         | Отменён из-за пандемии коронавирусной инфекции | Отменён из-за пандемии коронавирусной инфекции | Отменён из-за пандемии коронавирусной инфекции |
| 2022 | Таллин, Эстония       | Илья Малинин                                   | Михаил Шайдоров                                | Тацуя Цубой                                    |
| 2023 | Калгари, Канада       | Као Миура                                      | Наоки Росси                                    | Нодзому Ёсиока                                 |
| 2024 | Тайбэй, Тайвань       | Со Мингю                                       | Рио Наката                                     | Адам Гагара                                    |
| 2025 | Дебрецен, Венгрия     | Рио Наката                                     | Со Мингю                                       | Адам Гагара                                    |

### Женское одиночное катание
| Год  | Место проведения       | Золото                                         | Серебро                                        | Бронза                                         |
| 1976 | Межев, Франция         | Сюзи Брэшер                                    | Гарнет Остермайер                              | Трейси Соломонс                                |
| 1977 | Межев, Франция         | Кэролин Шкоцен                                 | Христа Йорда                                   | Корине Вирш                                    |
| 1978 | Межев, Франция         | Джилл Сойер                                    | Кира Иванова                                   | Петра Эрнерт                                   |
| 1979 | Аугсбург, Германия     | Элайн Зайяк                                    | Мануэла Рубен                                  | Джеки Фаррелл                                  |
| 1980 | Межев, Франция         | Розалин Самнерс                                | Кей Томсон                                     | Карола Пауль                                   |
| 1981 | Лондон, Канада         | Тиффани Чин                                    | Марина Серова                                  | Анна Антонова                                  |
| 1982 | Оберсдорф, Германия    | Янина Вирт                                     | Корнелиа Теш                                   | Элизабет Мэнли                                 |
| 1983 | Сараево, Югославия     | Симоне Кох                                     | Карин Хендшке                                  | Парфена Зарафидис                              |
| 1984 | Саппоро, Япония        | Карин Хендшке                                  | Симоне Кох                                     | Мидори Ито                                     |
| 1985 | Колорадо-Спрингс, США  | Татьяна Андреева                               | Сюзанна Бехер                                  | Наталья Горбенко                               |
| 1986 | Сараево, Югославия     | Наталья Горбенко                               | Сюзанна Бехер                                  | Линда Флоркевич                                |
| 1987 | Китченер, Канада       | Синди Бортц                                    | Сюзанна Бехер                                  | Шэннон Эллисон                                 |
| 1988 | Брисбен, Австралия     | Кристи Ямагучи                                 | Дзюнко Яганума                                 | Юкико Касихара                                 |
| 1989 | Сараево, Югославия     | Джессика Миллс                                 | Дзюнко Ягинума                                 | Сурия Бонали                                   |
| 1990 | Колорадо-Спрингс, США  | Юка Сато                                       | Сурия Бонали                                   | Таня Кринке                                    |
| 1991 | Будапешт, Венгрия      | Сурия Бонали                                   | Лиза Эрвин                                     | Чэнь Лу                                        |
| 1992 | Халл, Канада           | Летиция Юбер                                   | Лиза Эрвин                                     | Чэнь Лу                                        |
| 1993 | Сеул, Южная Корея      | Кумико Койвай                                  | Лиза Эрвин                                     | Таня Шевченко                                  |
| 1994 | Колорадо-Спрингс, США  | Мишель Кван                                    | Кристина Цако                                  | Ирина Слуцкая                                  |
| 1995 | Будапешт, Венгрия      | Ирина Слуцкая                                  | Елена Иванова                                  | Кристина Цако                                  |
| 1996 | Брисбен, Австралия     | Елена Иванова                                  | Елена Пингачева                                | Надежда Канаева                                |
| 1997 | Сеул, Республика Корея | Сидни Вогел                                    | Елена Соколова                                 | Елена Иванова                                  |
| 1998 | Сент-Джон, Канада      | Юлия Солдатова                                 | Елена Иванова                                  | Виктория Волчкова                              |
| 1999 | Загреб, Хорватия       | Дарья Тимошенко                                | Сара Хьюз                                      | Виктория Волчкова                              |
| 2000 | Оберсдорф, Германия    | Дженнифер Кирк                                 | Дианна Стеллато                                | Сара Майер                                     |
| 2001 | София, Болгария        | Кристина Обласова                              | Энн-Патрис Макдонаф                            | Сусанна Пёйкиё                                 |
| 2002 | Хамар, Норвегия        | Энн-Патрис МакДонаф                            | Юкари Накано                                   | Мики Андо                                      |
| 2003 | Острава, Чехия         | Юкина Ота                                      | Мики Андо                                      | Каролина Костнер                               |
| 2004 | Гаага, Нидерланды      | Мики Андо                                      | Кимми Майсснер                                 | Кэти Тэйлор                                    |
| 2005 | Китченер, Канада       | Мао Асада                                      | Ким Ён А                                       | Эмили Хьюз                                     |
| 2006 | Любляна, Словения      | Ким Ён А                                       | Мао Асада                                      | Кристин Жуковски                               |
| 2007 | Оберсдорф, Германия    | Кэролайн Чжан                                  | Мираи Нагасу                                   | Эшли Вагнер                                    |
| 2008 | София, Болгария        | Рэйчел Флатт                                   | Кэролайн Чжан                                  | Мираи Нагасу                                   |
| 2009 | София, Болгария        | Алёна Леонова                                  | Кэролайн Чжан                                  | Эшли Вагнер                                    |
| 2010 | Гаага, Нидерланды      | Канако Мураками                                | Агнес Завадски                                 | Полина Агафонова                               |
| 2011 | Каннын, Южная Корея    | Аделина Сотникова                              | Елизавета Туктамышева                          | Агнес Завадски                                 |
| 2012 | Минск, Беларусь        | Юлия Липницкая                                 | Грэйси Голд                                    | Аделина Сотникова                              |
| 2013 | Милан, Италия          | Елена Радионова                                | Юлия Липницкая                                 | Анна Погорилая                                 |
| 2014 | София, Болгария        | Елена Радионова                                | Серафима Саханович                             | Евгения Медведева                              |
| 2015 | Таллин, Эстония        | Евгения Медведева                              | Серафима Саханович                             | Вакаба Хигути                                  |
| 2016 | Дебрецен, Венгрия      | Марин Хонда                                    | Мария Сотскова                                 | Вакаба Хигути                                  |
| 2017 | Тайбэй, Тайвань        | Алина Загитова                                 | Марин Хонда                                    | Каори Сакамото                                 |
| 2018 | София, Болгария        | Александра Трусова                             | Алёна Косторная                                | Мако Ямасита                                   |
| 2019 | Загреб, Хорватия       | Александра Трусова                             | Анна Щербакова                                 | Тин Цуй                                        |
| 2020 | Таллин, Эстония        | Камила Валиева                                 | Дарья Усачёва                                  | Алиса Лю                                       |
| 2021 | Харбин, Китай          | Отменён из-за пандемии коронавирусной инфекции | Отменён из-за пандемии коронавирусной инфекции | Отменён из-за пандемии коронавирусной инфекции |
| 2022 | Таллин, Эстония        | Изабо Левито                                   | Син Джиа                                       | Линдси Торнгрен                                |
| 2023 | Калгари, Канада        | Мао Симада                                     | Син Джиа                                       | Ами Накаи                                      |
| 2024 | Тайбэй, Тайвань        | Мао Симада                                     | Син Джиа                                       | Рэна Уэдзоно                                   |
| 2025 | Дебрецен, Венгрия      | Мао Симада                                     | Син Джиа                                       | Элис Лин-Грейси                                |

### Парное катание
| Год  | Место проведения       | Золото                                         | Серебро                                        | Бронза                                         |
| 1976 | Межев, Франция         | Шерри Бэйер / Робин Кован                      | Лорен Мичелл / Дональд Мичелл                  | Элизабет Кейн / Питер Кейн                     |
| 1977 | Межев, Франция         | Джози Фрэнс / Пол Миллз                        | Эльга Бэлк / Гейвин Макферсон                  | не было других участников                      |
| 1978 | Межев, Франция         | Барбара Андерхилл / Пол Мартини                | Яна Благова / Людек Фено                       | Бет Флорал / Кен Флорал                        |
| 1979 | Аугсбург, Германия     | Вероника Першина / Марат Акбаров               | Лариса Селезнева / Олег Макаров                | Лори Байер / Ллойд Айслер                      |
| 1980 | Межев, Франция         | Лариса Селезнева / Олег Макаров                | Марина Никитюк / Рашид Кадыркаев               | Катя Дубеч / Ксавье Дуйар                      |
| 1981 | Лондон, Канада         | Лариса Селезнева / Олег Макаров                | Лори Байер / Ллойд Айслер                      | Марина Никитюк / Рашид Кадыркаев               |
| 1982 | Оберсдорф, Германия    | Марина Австрийская / Юрий Квашнин              | Инна Беккер / Сергей Лиханский                 | Бабетте Пройслер / Торстен Олов                |
| 1983 | Сараево, Югославия     | Марина Австрийская / Юрий Квашнин              | Пегги Зайдель / Ральф Зайферт                  | Инна Беккер / Сергей Лиханский                 |
| 1984 | Саппоро, Япония        | Мануэла Ландграф / Инго Штойер                 | Сьюзан Данджен / Джейсон Данджен               | Ольга Неизвестная / Сергей Худяков             |
| 1985 | Колорадо-Спрингс, США  | Екатерина Гордеева / Сергей Гриньков           | Ирина Мироненко / Дмитрий Шкидченко            | Елена Гуд / Евгений Колтун                     |
| 1986 | Сараево, Югославия     | Елена Леонова / Геннадий Красницкий            | Ирина Мироненко / Дмитрий Шкидченко            | Екатерина Мурогова / Артём Торгашев            |
| 1987 | Китченер, Канада       | Елена Леонова / Геннадий Красницкий            | Екатерина Мурогова / Артём Торгашев            | Кристи Ямагучи / Руди Галиндо                  |
| 1988 | Брисбен, Австралия     | Кристи Ямагучи / Руди Галиндо                  | Евгения Чернышова / Дмитрий Суханов            | Юлия Лященко / Андрей Бушков                   |
| 1989 | Сараево, Югославия     | Евгения Чернышова / Дмитрий Суханов            | Ангела Каспари / Марно Крефт                   | Ирина Сайфутдинова / Алексей Тихонов           |
| 1990 | Колорадо-Спрингс, США  | Наталья Крестьянинова / Алексей Торчинский     | Светлана Пристав / Вячеслав Ткаченко           | Дженифер Хойрлин / Джон Фредериксен            |
| 1991 | Будапешт, Венгрия      | Наталья Крестьянинова / Алексей Торчинский     | Светлана Пристав / Вячеслав Ткаченко           | Дженифер Хойрлин / Джон Фредериксен            |
| 1992 | Халл, Канада           | Наталья Крестьянинова / Алексей Торчинский     | Каролина Хэддед / Жан Себастьян Фекто          | Светлана Пристав / Вячеслав Ткаченко           |
| 1993 | Сеул, Южная Корея      | Инга Коршунова / Дмитрий Савельев              | Мария Петрова / Антон Сихарулидзе              | Изабель Коломбе / Бруно Маркотт                |
| 1994 | Колорадо-Спрингс, США  | Мария Петрова / Антон Сихарулидзе              | Каролина Хэддед / Жан Себастьян Фекто          | Галина Маняченко / Евгений Жигурский           |
| 1995 | Будапешт, Венгрия      | Мария Петрова / Антон Сихарулидзе              | Даниэла Хартсел / Стив Хартсел                 | Евгения Филоненко / Игорь Марченко             |
| 1996 | Брисбен, Австралия     | Виктория Максюта / Владислав Жовнирский        | Евгения Филоненко / Игорь Марченко             | Даниэла Хартсел / Стив Хартсел                 |
| 1997 | Сеул, Республика Корея | Даниэла Хартсел / Стив Хартсел                 | Мария Петрова / Теймураз Пулин                 | Виктория Максюта / Владислав Жовнирский        |
| 1998 | Сент-Джон, Канада      | Юлия Обертас / Дмитрий Паламарчук              | Светлана Николаева / Алексей Соколов           | Виктория Максюта / Владислав Жовнирский        |
| 1999 | Загреб, Хорватия       | Юлия Обертас / Дмитрий Паламарчук              | Лора Хэнди / Пол Биннебоуз                     | Виктория Максюта / Владислав Жовнирский        |
| 2000 | Оберсдорф, Германия    | Алёна Савченко / Станислав Морозов             | Юлия Обертас / Дмитрий Паламарчук              | Юлия Шапиро / Алексей Соколов                  |
| 2001 | София, Болгария        | Чжан Дань / Чжан Хао                           | Юко Кавагути / Александр Маркунцов             | Кристен Рот / Майкл Макферсон                  |
| 2002 | Хамар, Норвегия        | Елена Рябчук / Станислав Захаров               | Юлия Карбовская / Сергей Славнов               | Дин Ян / Жэнь Чжоньфэй                         |
| 2003 | Острава, Чехия         | Чжан Дань / Чжан Хао                           | Дин Ян / Жэнь Чжоньфэй                         | Дженнифер Дан / Джонатан Хант                  |
| 2004 | Гаага, Нидерланды      | Наталья Шестакова / Павел Лебедев              | Джессика Дюбэ / Брайс Девисон                  | Мария Мухортова / Максим Траньков              |
| 2005 | Китченер, Канада       | Мария Мухортова / Максим Траньков              | Джессика Дюбэ / Брайс Девисон                  | Татьяна Кокорева / Егор Головкин               |
| 2006 | Любляна, Словения      | Юлия Влассов / Дреу Мекинс                     | Кендра Мойл / Энди Зайтц                       | Ксения Красильникова / Константин Безматерных  |
| 2007 | Оберсдорф, Германия    | Кеана Маклафлин / Рокни Брубейкер              | Вера Базарова / Юрий Ларионов                  | Ксения Красильникова / Константин Безматерных  |
| 2008 | София, Болгария        | Ксения Красильникова / Константин Безматерных  | Любовь Илюшечкина / Нодари Майсурадзе          | Дун Хуэйбо / У Имин                            |
| 2009 | София, Болгария        | Любовь Илюшечкина / Нодари Майсурадзе          | Анастасия Мартюшева / Алексей Рогонов          | Марисса Кастелли / Симон Шнапир                |
| 2010 | Гаага, Нидерланды      | Суй Вэньцзин / Хань Цун                        | Наруми Такахаси / Мэрвин Тран                  | Ксения Столбова / Фёдор Климов                 |
| 2011 | Каннын, Южная Корея    | Суй Вэньцзин / Хань Цун                        | Ксения Столбова / Фёдор Климов                 | Наруми Такахаси / Мэрвин Тран                  |
| 2012 | Минск, Беларусь        | Суй Вэньцзин / Хань Цун                        | Юй Сяоюй / Цзинь Ян                            | Василиса Даванкова / Андрей Депутат            |
| 2013 | Милан, Италия          | Хэвен Денни / Брэндон Фразьер                  | Маргарет Парди / Майкл Маринаро                | Лина Фёдорова / Максим Мирошкин                |
| 2014 | София, Болгария        | Юй Сяоюй / Цзинь Ян                            | Евгения Тарасова / Владимир Морозов            | Мария Выгалова / Егор Закроев                  |
| 2015 | Таллин, Эстония        | Юй Сяоюй / Цзинь Ян                            | Джулианна Сеген / Чарли Билодо                 | Лина Фёдорова / Максим Мирошкин                |
| 2016 | Дебрецен, Венгрия      | Анна Душкова / Мартин Бидарж                   | Анастасия Мишина / Владислав Мирзоев           | Екатерина Борисова / Дмитрий Сопот             |
| 2017 | Тайбэй, Тайвань        | Екатерина Александровская / Харли Уиндзор      | Александра Бойкова / Дмитрий Козловский        | Гао Юймэн / Се Чжун                            |
| 2018 | София, Болгария        | Дарья Павлюченко / Денис Ходыкин               | Полина Костюкович / Дмитрий Ялин               | Анастасия Мишина / Александр Галлямов          |
| 2019 | Загреб, Хорватия       | Анастасия Мишина / Александр Галлямов          | Аполлинария Панфилова / Дмитрий Рылов          | Полина Костюкович / Дмитрий Ялин               |
| 2020 | Таллин, Эстония        | Аполлинария Панфилова / Дмитрий Рылов          | Ксения Ахантьева / Валерий Колесов             | Юлия Артемьева / Михаил Назарычев              |
| 2021 | Харбин, Китай          | Отменён из-за пандемии коронавирусной инфекции | Отменён из-за пандемии коронавирусной инфекции | Отменён из-за пандемии коронавирусной инфекции |
| 2022 | Таллин, Эстония        | Карина Сафина / Лука Берулава                  | Анастасия Голубева / Гектор Гиотопулос Мур     | Брук Макинтош / Бенджамин Мимар                |
| 2023 | Калгари, Канада        | София Барам / Дэниел Тюменцев                  | Анастасия Голубева / Гектор Гиотопулос Мур     | Виолетта Серова / Иван Хобта                   |
| 2024 | Тайбэй, Тайвань        | Анастасия Метёлкина / Лука Берулава            | Оливия Флорес / Люк Ванг                       | Наоми Уильямс / Лаклан Льюэр                   |
| 2025 | Дебрецен, Венгрия      | Анастасия Метёлкина / Лука Берулава            | София Голиченко / Артём Даренский              | Мартина Ариано Кент / Шарли Лалиберт Лоран     |

### Танцы на льду
| Год  | Место проведения       | Золото                                         | Серебро                                        | Бронза                                         |
| 1976 | Межев, Франция         | Кэтрин Уинтер / Николас Слэйтер                | Дениза Бест / Дэвид Дэгнел                     | Мартина Оливье / Ив Tарэр                      |
| 1977 | Межев, Франция         | Венди Сешн / Марк Рид                          | Карин Барбер / Ким Шпрейер                     | Мэри Макнил / Роберт Маккол                    |
| 1978 | Межев, Франция         | Татьяна Дурасова / Сергей Пономаренко          | Келли Джонсон / Крис Барбер                    | Натали Эрве / Пьер Усарек                      |
| 1979 | Аугсбург, Германия     | Татьяна Дурасова / Сергей Пономаренко          | Елена Батанова / Андрей Антонов                | Келли Джонсон / Крис Барбер                    |
| 1980 | Межев, Франция         | Елена Батанова / Алексей Соловьёв              | Юдит Петёфи / Чаба Балинт                      | Рене Рока / Эндрю Уэллетт                      |
| 1981 | Лондон, Канада         | Елена Батанова / Алексей Соловьёв              | Наталья Анненко / Вадим Каркачев               | Кэрин Гэросино / Родни Гэросино                |
| 1982 | Оберсдорф, Германия    | Наталья Анненко / Вадим Каркачев               | Татьяна Гладкова / Игорь Шпильбанд             | Линда Малек / Александер Миллер                |
| 1983 | Сараево, Югославия     | Татьяна Гладкова / Игорь Шпильбанд             | Елена Новикова / Олег Бляхман                  | Кристин Киняр / Марк Метте                     |
| 1984 | Саппоро, Япония        | Елена Крыканова / Евгений Платов               | Кристина Яцугаши / Кит Яцугаши                 | Светлана Ляпина / Георгий Сур                  |
| 1985 | Колорадо-Спрингс,США   | Елена Крыканова / Евгений Платов               | Светлана Ляпина / Георгий Сур                  | Дориан Бонтан / Шарль Паляр                    |
| 1986 | Сараево, Югославия     | Елена Крыканова / Евгений Платов               | Светлана Серкели / Андрей Жарков               | Коринн Паляр / Дидье Куртуа                    |
| 1987 | Китченер, Канада       | Илона Мельниченко / Геннадий Касков            | Оксана Грищук / Александр Чичков               | Кэтерина Пол / Дональд Годфри                  |
| 1988 | Брисбен, Австралия     | Оксана Грищук / Александр Чичков               | Ирина Анциферова / Максим Севастьянов          | Мария Орлова / Олег Овсянников                 |
| 1989 | Сараево, Югославия     | Анжелика Кирхмайер / Дмитрий Лагутин           | Людмила Березова / Владимир Федоров            | Марина Морель / Гвендаль Пейзера               |
| 1990 | Колорадо-Спрингс, США  | Марина Анисина / Илья Авербух                  | Елена Кустарова / Сергей Ромашкин              | Мари-Франс Дюбрель / Бруно Иварс               |
| 1991 | Будапешт, Венгрия      | Алики Стергиаду / Юрий Разгуляев               | Марина Морель / Гвендаль Пейзера               | Елена Кустарова / Сергей Ромашкин              |
| 1992 | Халл, Канада           | Марина Анисина / Илья Авербух                  | Ярослава Нечаева / Юрий Чесниченко             | Амели Дион / Александр Элейн                   |
| 1993 | Сеул, Южная Корея      | Екатерина Свирина / Сергей Сахновский          | Сильвия Новак / Себастьян Коласински           | Беранже Но / Люк Монеже                        |
| 1994 | Колорадо-Спрингс, США  | Сильвия Новак / Себастьян Коласински           | Екатерина Свирина / Сергей Сахновский          | Агнес Жакмар / Алексис Гэ                      |
| 1995 | Будапешт, Венгрия      | Ольга Шарутенко / Дмитрий Наумкин              | Стефани Гардиа / Франк Лапорте                 | Ивона Филипович / Михал Шумский                |
| 1996 | Брисбен, Австралия     | Екатерина Давыдова / Роман Костомаров          | Изабель Делобель / Оливье Шонфельдер           | Наталья Гудина / Виталий Куркудым              |
| 1997 | Сеул, Республика Корея | Нина Уланова / Михаил Стифунин                 | Оксана Потдыкова / Денис Петухов               | Агата Блазовска / Марцин Коцубек               |
| 1998 | Сент-Джон, Канада      | Джессика Джозеф / Чарльз Батлер                | Федерика Фаелла / Лучано Мило                  | Оксана Потдыкова / Денис Петухов               |
| 1999 | Загреб, Хорватия       | Джейми Сильверстейн / Джастин Пекарек          | Федерика Фаелла / Лучано Мило                  | Наталья Романюта / Даниил Баранцев             |
| 2000 | Оберсдорф, Германия    | Наталья Романюта / Даниил Баранцев             | Эмили Нуссеар / Брэндон Форсит                 | Танит Белбин / Бенжамин Агосто                 |
| 2001 | София, Болгария        | Наталья Романюта / Даниил Баранцев             | Танит Белбин / Бенжамин Агосто                 | Елена Халявина / Максим Шабалин                |
| 2002 | Хамар, Норвегия        | Танит Белбин / Бенжамин Агосто                 | Елена Халявина / Максим Шабалин                | Елена Романовская / Александр Грачев           |
| 2003 | Острава, Чехия         | Оксана Домнина / Максим Шабалин                | Нора Хоффманн / Аттила Элек                    | Елена Романовская / Александр Грачев           |
| 2004 | Гаага, Нидерланды      | Елена Романовская / Александр Грачев           | Нора Хоффманн / Аттила Элек                    | Морган Метьюз / Максим Завозин                 |
| 2005 | Китченер, Канада       | Морган Метьюз / Максим Завозин                 | Тесса Вертью / Скотт Моир                      | Анастасия Горшкова / Илья Ткаченко             |
| 2006 | Любляна, Словения      | Тесса Вертью / Скотт Моир                      | Наталья Михайлова / Аркадий Сергеев            | Мерил Девис / Чарли Уайт                       |
| 2007 | Оберсдорф, Германия    | Екатерина Боброва / Дмитрий Соловьев           | Грете Грюнберг / Кристьян Ранд                 | Кейтлин Уивер / Эндрю Поже                     |
| 2008 | София, Болгария        | Эмили Самуэльсон / Эван Бейтс                  | Ванесса Крон / Поль Пуарье                     | Кристина Горшкова / Виталий Бутиков            |
| 2009 | София, Болгария        | Мэдисон Чок / Грег Цуэрлин                     | Майя Шибутани / Алекс Шибутани                 | Екатерина Рязанова / Джонатан Гурейро          |
| 2010 | Гаага, Нидерланды      | Елена Ильиных / Никита Кацалапов               | Александра Пол / Митчелл Ислам                 | Ксения Монько / Кирилл Халявин                 |
| 2011 | Каннын, Южная Корея    | Ксения Монько / Кирилл Халявин                 | Екатерина Пушкаш / Джонатан Гурейро            | Шарлот Личман / Дин Копели                     |
| 2012 | Минск, Беларусь        | Виктория Синицина / Руслан Жиганшин            | Александра Степанова / Иван Букин              | Александра Олдридж / Даниэль Итон              |
| 2013 | Милан, Италия          | Александра Степанова / Иван Букин              | Габриэлла Пападакис / Гийом Сизерон            | Александра Элдридж / Даниэл Итон               |
| 2014 | София, Болгария        | Кейтлин Гавайек / Жан-Люк Бэйкер               | Анна Яновская / Сергей Мозгов                  | Маделайн Эдвардс / Чжао Кай Пан                |
| 2015 | Таллин, Эстония        | Анна Яновская / Сергей Мозгов                  | Лоррейн Макнамара / Квинн Карпентер            | Александра Назарова / Максим Никитин           |
| 2016 | Дебрецен, Венгрия      | Лоррейн Макнамара / Квинн Карпентер            | Рэйчел Парсонс / Майкл Парсонс                 | Алла Лобода / Павел Дрозд                      |
| 2017 | Тайбэй, Тайвань        | Рэйчел Парсонс / Майкл Парсонс                 | Алла Лобода / Павел Дрозд                      | Кристина Каррейра / Энтони Пономаренко         |
| 2018 | София, Болгария        | Анастасия Скопцова / Кирилл Алёшин             | Кристина Каррейра / Энтони Пономаренко         | Арина Ушакова / Максим Некрасов                |
| 2019 | Загреб, Хорватия       | Маржори Лажуа / Закари Лага                    | Елизавета Худайбердиева / Никита Назаров       | Софья Шевченко / Игорь Ерёменко                |
| 2020 | Таллин, Эстония        | Эйвонли Нгуен / Вадим Колесник                 | Мария Казакова / Георгий Ревия                 | Елизавета Шанаева / Девид Нарижный             |
| 2021 | Харбин, Китай          | Отменён из-за пандемии коронавирусной инфекции | Отменён из-за пандемии коронавирусной инфекции | Отменён из-за пандемии коронавирусной инфекции |
| 2022 | Таллин, Эстония        | Уна Браун / Гейдж Браун                        | Натали Д’Алессандро / Брюс Уодделл             | Надя Башинская / Питер Боумонт                 |
| 2023 | Калгари, Канада        | Катержина Мразкова / Даниэль Мразек            | Ханна Лим / Йе Куан                            | Надя Башинская / Питер Боумонт                 |
| 2024 | Тайбэй, Тайвань        | Лия Несет / Артём Маркелов                     | Элизабет Ткаченко / Алексей Киляков            | Дарья Гримм / Михаил Савицкий                  |
| 2025 | Дебрецен, Венгрия      | Ноэми Мария Тали / Ной Лафорнара               | Катарина Вулфкостин / Дмитрий Царевский        | Дарья Гримм / Михаил Савицкий                  |